# 蒂尼卡里索茨 (密西西比州)
蒂尼卡里索茨（英語：Tunica Resorts）是位於美國密西西比州蒂尼卡縣的普查規定居民點。

## 人口
根據2020年美國人口普查的數據，蒂尼卡里索茨的面積為76.90平方千米，當中陸地面積為74.30平方千米，而水域面積為2.60平方千米。當地共有人口2132人，而人口密度為每平方千米27.72人。